# 花园乡 (瑞昌市)
花园乡，是中华人民共和国江西省九江市瑞昌市下辖的一个乡镇级行政单位。

## 行政区划
花园乡下辖以下地区：
花园村、茅竹村、田畈村、南下村、油市村、南山村和下杨湾村。